# Aix-en-Provence
Aix-en-Provence [ˌɛksɑ̃pʀɔˈvɑ̃s] (okzitanisch Ais oder Ais de Provença) ist eine französische Universitätsstadt im Département Bouches-du-Rhône in der Region Provence-Alpes-Côte d’Azur und historische Hauptstadt der Provence. Die Stadt umfasst eine Fläche von 18.608 Hektar. Rund 40.000 der 147.933 Einwohner (Stand 1. Januar 2022), die man Aixois nennt, sind Studenten. Als Unterpräfektur des Départements ist Aix, wie die Stadt kurz genannt wird, Hauptstadt des gleichnamigen Arrondissements.
Aix ist Sitz eines katholischen Erzbischofs. Bischofskirche ist die Kathedrale Saint-Sauveur (Heiliger Erlöser) (siehe unten). Siehe auch Erzbistum Aix und Liste der Erzbischöfe von Aix.

## Geografie
Aix liegt etwa 15 Kilometer westlich des Bergs Sainte-Victoire in einer Senke, die durch die Flüsse Arc und Torse geformt wurde.
Mit einem Stadtgebiet von 18.608 Hektar ist Aix flächenmäßig die elftgrößte Kommune des französischen Mutterlands. Das Gemeindegebiet umfasst allerdings eine Vielzahl an Dörfern in der näheren Umgebung wie Les Milles, Luynes, Puyricard, Célony, Couteron, Les Granettes sowie die neueste Ansiedlung La Duranne. 6219 ha der Fläche gelten als bewaldet.

## Klima
Das Klima ist mediterran mit heißen, trockenen Sommern und milden, sonnigen Wintern. Die im Norden gelegenen Hügelketten (Luberon und Trévaresse) bieten einen gewissen Schutz vor dem gefürchteten Mistral. Die mittlere Temperatur schwankt zwischen 6,5 °C im Januar und 24 °C im Juli. Gelegentlich fällt die Temperatur unter den Gefrierpunkt im Winter und steigt über 40 °C im Sommer. Hier ist die geografische Lage in einer Senke von Nachteil, da die Kaltluft gefangen bleibt.
Im Herbst sind heftige Gewitter möglich. Größere Mengen an Schneefall im Winter sind selten, aber nicht ausgeschlossen.

## Bevölkerungsentwicklung
| Jahr                       | 1800   | 1851   | 1901   | 1954   | 1999    | 2017    |
| Einwohner                  | 21.009 | 27.255 | 29.418 | 54.217 | 133.018 | 142.482 |
| Quellen: Cassini und INSEE |        |        |        |        |         |         |

Der stetige Bevölkerungszuwachs seit dem 19. Jahrhundert ist im Wesentlichen auf die Zuwanderung von Teilen der Landbevölkerung (Landflucht) infolge der Reblauskrise im Weinbau und der zunehmenden Mechanisierung der Landwirtschaft zurückzuführen.

## Geschichte

### Antike

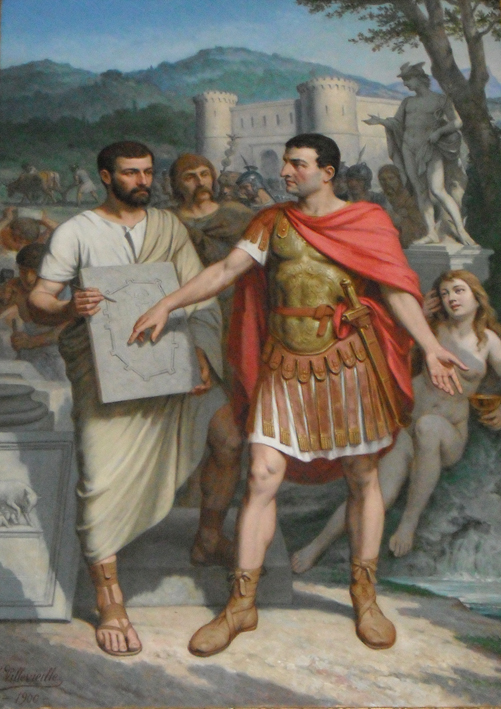
Gründung von Aix durch Sextius Calvinus (Joseph Villevieille, 1900)

Im vierten Jahrhundert vor Christus wurde die südliche Westprovence von keltisch-ligurischen Volksstämmen beherrscht. Auf dem Gebiet von Aix lebte der Stamm der Salluvier, der das nah gelegene Oppidum Entremont zu seiner Hauptstadt erklärte. Die in Massalia angesiedelten Griechen lebten lange Zeit friedlich mit den Einheimischen und brachten diesen Teile ihrer hochentwickelten Kultur bei. Im 2. Jahrhundert v. Chr. fühlten sie sich von dem benachbarten Stammesbündnis jedoch zunehmend bedroht und riefen die verbündeten Römer zu Hilfe. Der Prokonsul Gaius Sextius Calvinus besetzte 123 v. Chr. die Provence und ließ Entremont zerstören. Der Feldzug diente gleichzeitig zur Sicherung des Landwegs in die spanische Provinz. Zur Konsolidierung der römischen Herrschaft auf dem eroberten Gebiet errichtete Calvinus ein Jahr später um eine bekannte Thermalquelle herum einen Festungswall und gründete damit die erste römische Stadt auf gallischem Boden, Colonia Aquae Sextiae Salluviorum. Aus dieser Namensgebung hat sich die heutige Bezeichnung Aix entwickelt.
Um die Stadt herum entstand die Provinz Gallia Narbonensis, deren Hauptstadt ab 118 v. Chr. jedoch die Colonia Narbo Martius wurde. Am Fuße des Mont St. Victoire in der Umgebung der Stadt kam es im Jahr 102 v. Chr. zur berühmten Schlacht von Aquae Sextiae, bei der das römische Heer unter Befehl von Feldherr Marius die Teutonen und Ambronen vernichtend besiegte. Der Sieg hatte großen Anklang bei der einheimischen Bevölkerung, was Marius beim provenzalischen Volk für lange Zeit den Titel „Sohn des Landes“ bescherte. Aufgrund ihrer verkehrsgünstigen Lage an der Via Aurelia wuchs die Stadt sehr schnell und wurde dank ihrer heilenden Thermalquellen zu einem beliebten Kurort. Unter Kaiser Augustus entwickelte sich Aquae Sextiae zur römischen Kolonie, 15. v. Chr. bekamen die Einwohner das römische Bürgerrecht.
In Aquae Sextiae wurde eine Weiheinschrift für einen ansonsten unbekannten Gott Accorus aufgefunden.

### Residenz der Grafen und des „guten Königs René“

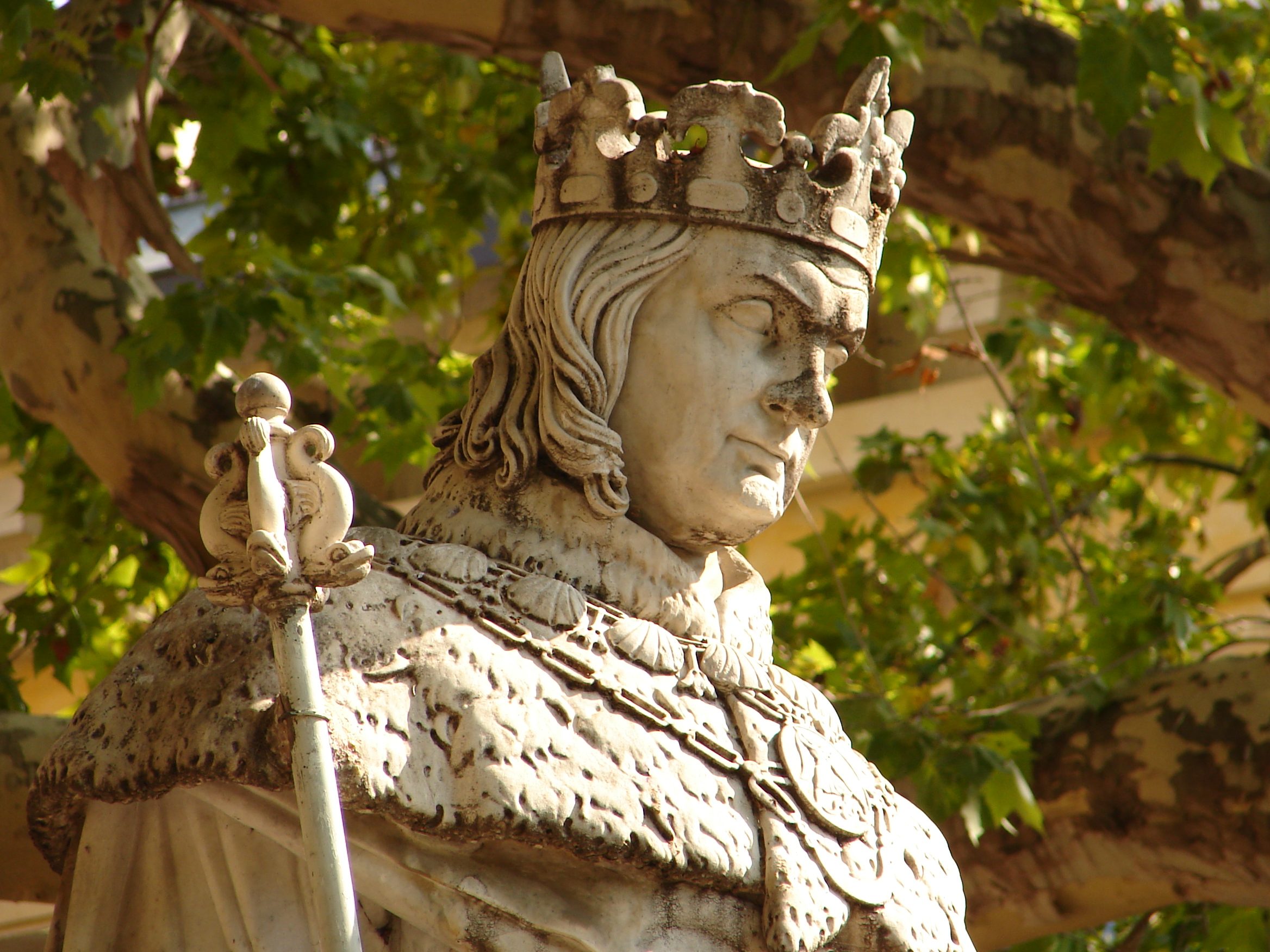
König René

Dank der Reichsreform von Kaiser Diokletian stieg Aquae Sextiae im 3. Jahrhundert zur Hauptstadt der Provinz Narbonensis Secunda auf und machte damit der mächtigen Nachbarstadt Arles Konkurrenz. Erst recht spät, gegen Ende des 4. Jahrhunderts, entwickelte sich die Stadt zu einem Bischofssitz. Nach dem Aufstieg zum Erzbistum in karolingischer Zeit unterstanden ihr die Suffragane Sisteron, Apt, Riez und Fréjus. In der Folgezeit war sie immer wiederkehrenden Germanen- und Sarazenenangriffen ausgesetzt, die zu schweren Zerstörungen führten. Zu Beginn des zwölften Jahrhunderts war die Stadt Hauptort der Provence. Die Grafen der Provence regierten in Aix ab 1182 als Vasallen des römisch-deutschen Kaisers und gründeten einen erlesenen Kunst- und Literaturhof. Im Bereich des heutigen Rathauses und Justizpalastes entstand die Ville Comtale, die „gräfliche Stadt“. Dem aufstrebenden Bürgertum wurde von den Grafen das Recht zur Selbstverwaltung eingeräumt. In den darauf folgenden zweihundert Jahren erlitt Aix einige schwere Rückschläge durch plündernde Raubritter und die schwarze Pest von 1348. Nach der Nichtanerkennung Ludwigs von Anjou als legitimem Nachfolger von Königin Johanna belagerte dieser die Stadt und ließ nach der Einnahme einen großen Teil des Stadtgebietes zerstören.
Bereits unter Raimund Berengar V. und zwei aufeinanderfolgenden Häusern der Anjou erlebte die Stadt einen Aufschwung. Es kam zu einer Verdopplung der Stadtfläche. Ludwig II. belohnte Aix 1409 mit der Gründung der Universität Aix, da die Stadt endlich das jüngere Haus Anjou anerkannte. Ihre Blütezeit erreichte sie jedoch erst Ende des fünfzehnten Jahrhunderts unter Herrschaft des „guten Königs René“, der Aix 1471 zu seiner Altersresidenz wählte. Unter René entwickelte sich die Stadt zu einem bedeutenden Wirtschaft- und Kulturzentrum. Er galt als Mäzen zahlreicher Künstler, wie etwa Nicolas Froment, die durch ihr Wirken zur Verschönerung der Stadt beitrugen. Den Hofstaat und das Volk unterhielt er mit Festen, Spielen und Ritterturnieren. Mit seinem Tod 1480 ging die glanzvolle Epoche von Aix zu Ende. Graf Karl von Maine vermachte die bis dahin unabhängige Grafschaft der französischen Krone.

### Goldenes Zeitalter und Wiedererweckung

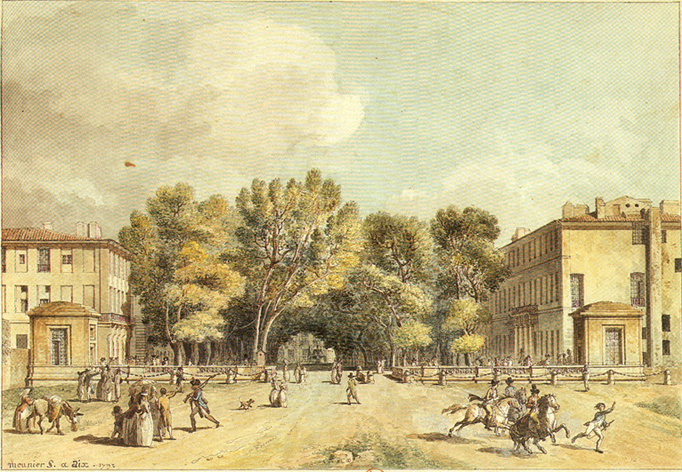
Cours Mirabeau um 1792

Trotz der Degradierung zur Provinzhauptstadt blieb die Stadt relativ autonom und genoss als Sitz des königlichen Gouverneurs viele Privilegien. 1501 schuf Ludwig XII. in Aix das Parlement der Provence, ein oberster Gerichtshof, von dem aus die Provinzregierung geführt wurde. Das Parlement war bei der Bevölkerung nicht sehr beliebt und galt zusammen mit der Rhone und dem Mistral als eine Geißel der Provence. 1546 wurde die Stadt von einer fürchterlichen Pest heimgesucht, die so schlimm gewesen sein soll, dass sie den Namen Charbon provençal („provenzalische Kohle“) erhielt, da die Betroffenen nach wenigen Tagen so schwarz wie Kohle wurden. Im siebzehnten und achtzehnten Jahrhundert durchlebte Aix ein goldenes Zeitalter und galt in diesem Zeitraum als eine Stadt der Feste und Ausschweifungen. Es wurden große Prunkalleen wie der Cours Mirabeau angelegt und prachtvolle Stadtpalais errichtet. 1646 entstand das Quartier Mazarin mit edlen barocken Wohnsitzen der Amtsadligen und Parlamentarier, die heute noch das Stadtbild prägen. Am 27. September 1790 trat das Parlement vor seiner Auflösung zum letzten Mal zusammen. Einige Jahre später wurde Aix zu einer Unterpräfektur herabgestuft.
Mit dem Aufstieg von Marseille zum regionalen Zentrum und zur Hauptstadt des neu geschaffenen Départements Bouches-du-Rhône verlor Aix seinen politischen Einfluss und seine Bedeutung als Universitätsstadt. Die von Ludwig II. gegründete Universität verlor einige ihrer Fakultäten. Das Parlement wurde zu einem Gerichtsgebäude umfunktioniert. Die Stadt zog aber weiterhin Künstler, Dichter und Schriftsteller an. Aix blieb vom Zweiten Weltkrieg weitgehend verschont. In den 1950er und 1960er begann die Wiedererweckung der Stadt, die sich seit dem 19. Jahrhundert in einer Art Dornröschenschlaf befunden hatte. Nach dem Algerienkrieg und der Unabhängigkeit des Landes siedelten sich in Aix wie in anderen Städten des Südens viele nach Frankreich zurückgekehrte Algerienfranzosen (Pieds Noirs) an, denen muslimische Einwanderer aus den Maghrebstaaten folgten. Die Bevölkerung wuchs daher rasant und es entstanden Großwohnsiedlungen am Stadtrand. Die Stadt wurde zum Anziehungspunkt von Studenten. Ab 1970 entwickelten sich Hightech-Ansiedlungen an der Universität. Zudem führte die Stadt eine dem Tourismus zuträgliche Altstadtsanierung durch.
Seit 1948 findet alljährlich im Sommer das Festival d’Aix-en-Provence statt.

## Kultur und Sehenswürdigkeiten

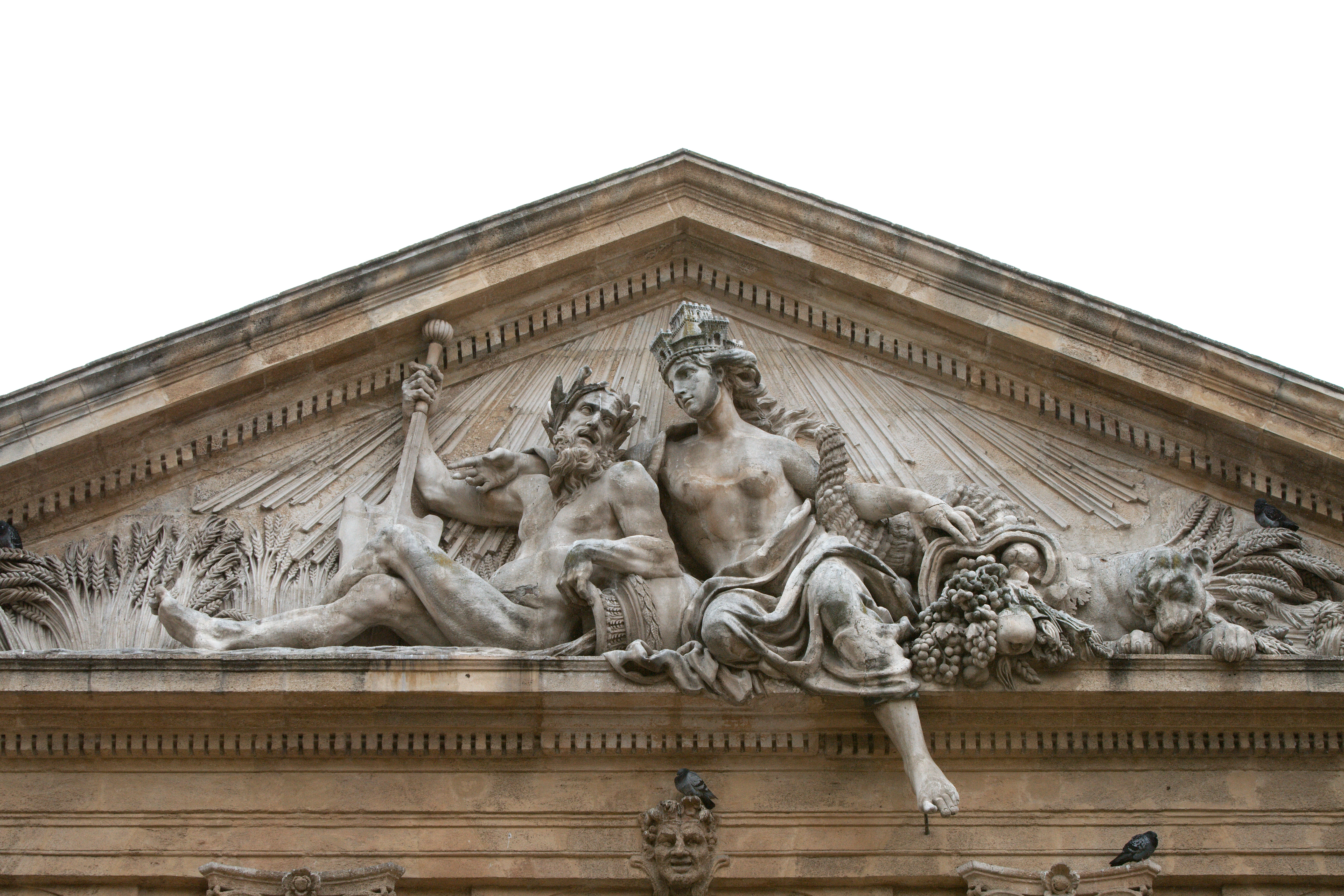
Männlicher Rhône und weibliche Durance auf dem Giebel der ehemaligen Kornhalle

### Altstadt
Die Altstadt  gliedert sich in einen römischen und einen mittelalterlichen Stadtkern. Zentrale Anlaufstellen sind die Cathédrale St-Sauveur und der Place de l’Hôtel de Ville. Über die Rue Espariat gelangt man zunächst zum 1675 entstandenen Hôtel Boyer d’Éguilles, in dem das Musée d’Histoire Naturelle mit seinen versteinerten Dinosauriereiern untergebracht ist. Schräg gegenüber dem Eingang befindet sich der Place d’Albertas, der als einer der schönsten Plätze von Aix gilt und der 1745 von einer Parlamentarierfamilie als private Terrasse erbaut wurde. Die Fassaden dienen im Sommer als Hintergrundkulisse für Konzerte (Aix en Musique). Über die Rue Aude und Rue Maréchal Foch gelangt man zum Place Richelme, wo jeden Morgen ein Gemüsemarkt stattfindet. Auf dem Place de l’Hôtel de Ville weiter nördlich findet man hingegen einen Blumenmarkt. Der Giebel der ehemaligen Kornhalle aus dem 18. Jahrhundert wird von personifizierten Darstellungen der männlichen Rhône und der weiblichen Durance geschmückt. Die Kornhalle wird heute von der Post und der Bibliothek genutzt. An der Westseite des Rathausplatzes befindet sich das zwischen 1655 und 1671 erbaute Hôtel de Ville mit Barockfassade. Den gepflasterten Innenhof erreicht man durch ein schönes kunstgeschmiedetes Tor. Der angrenzende Tour de l’Horloge diente als Stadttor und wurde auf römischen Fundamenten errichtet. In dem Uhrturm aus dem Jahr 1510 schlägt eine astronomische Uhr. Der Rathausplatz und der daneben befindliche Place des Cardeurs mit seinem ansehnlichen Keramikbrunnen wird von vielen Cafés gesäumt, die als beliebte Studententreffpunkte dienen.

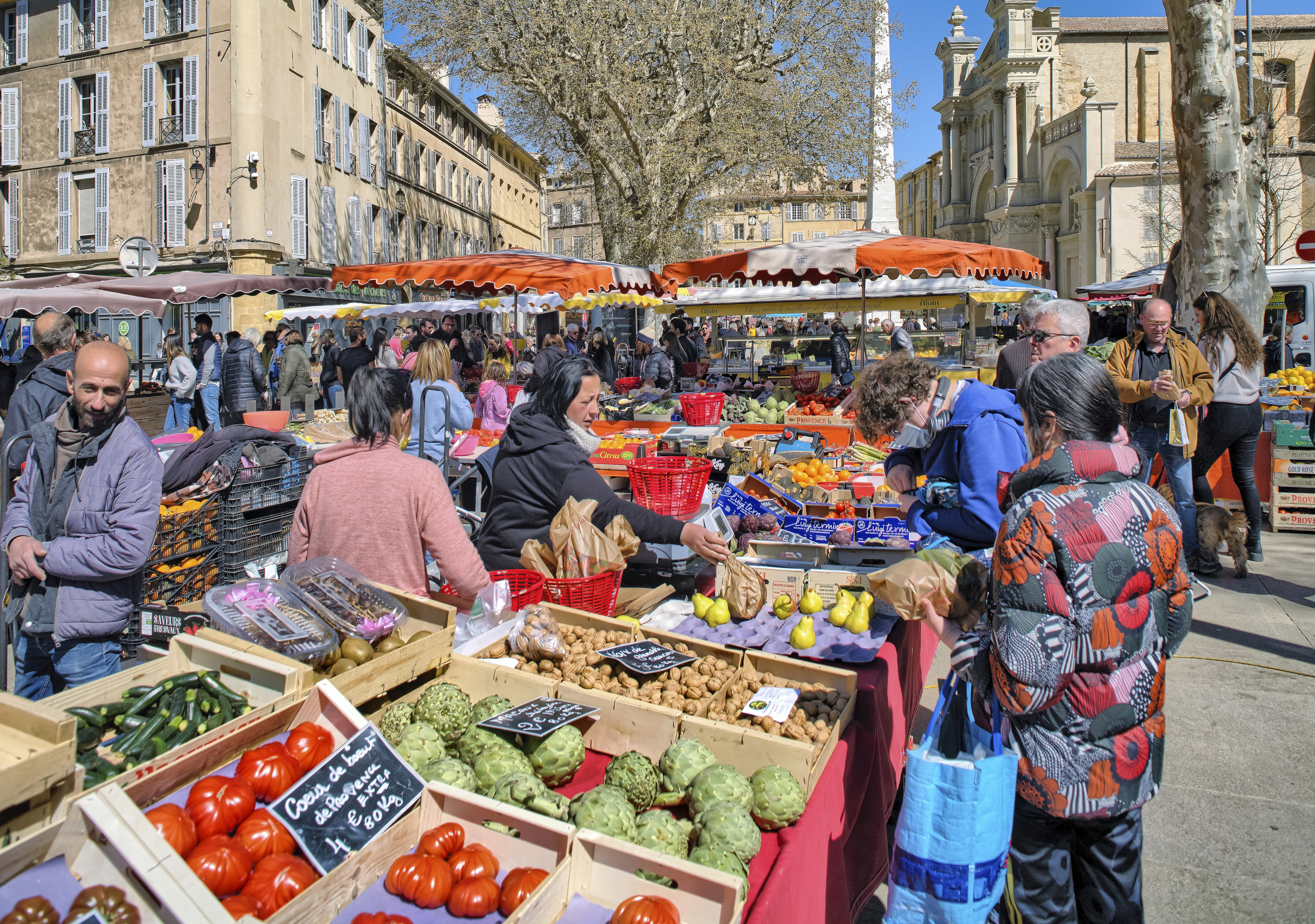
Wochenmarkt auf dem Place des Prêcheurs
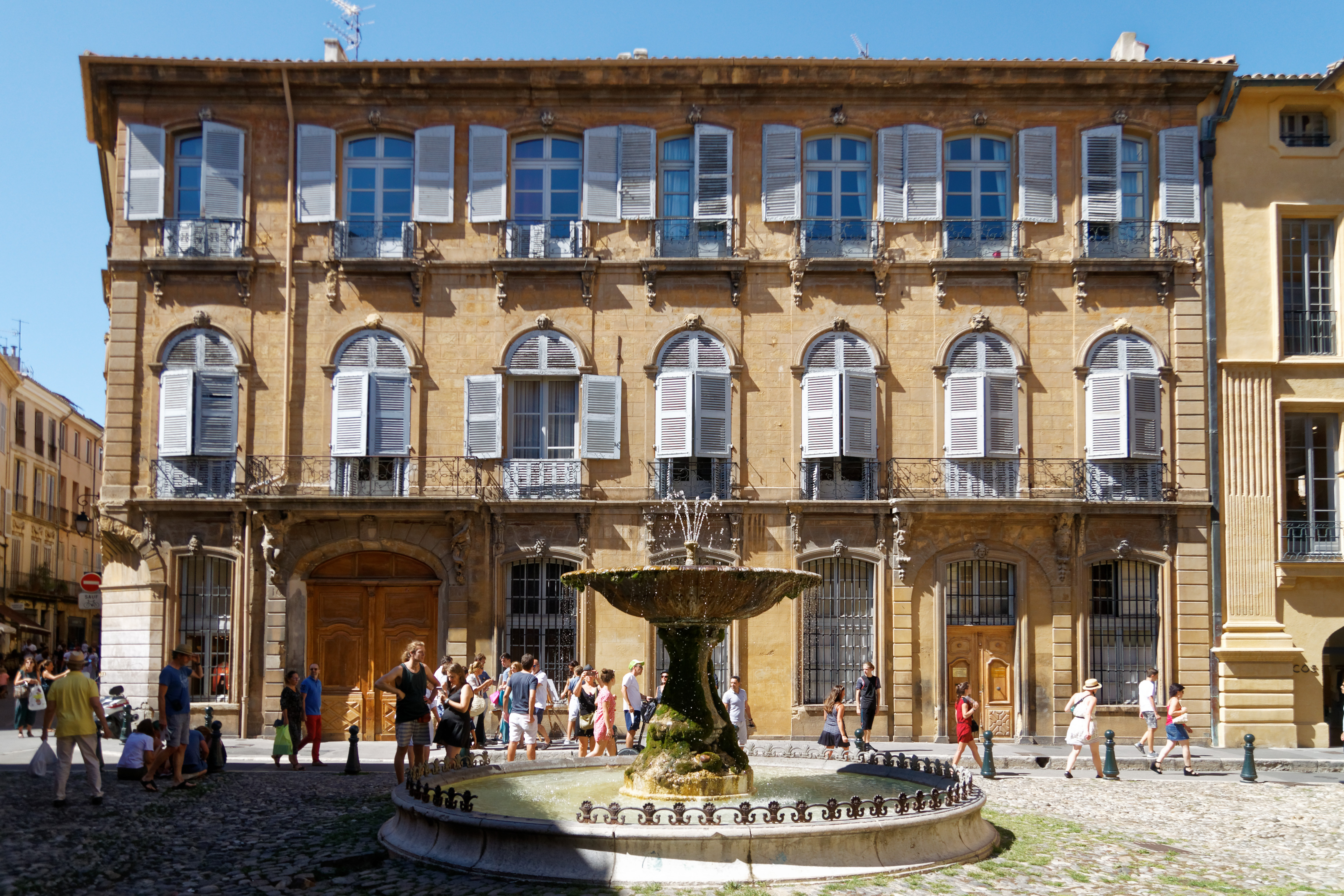
Place d’Albertas mit Brunnen
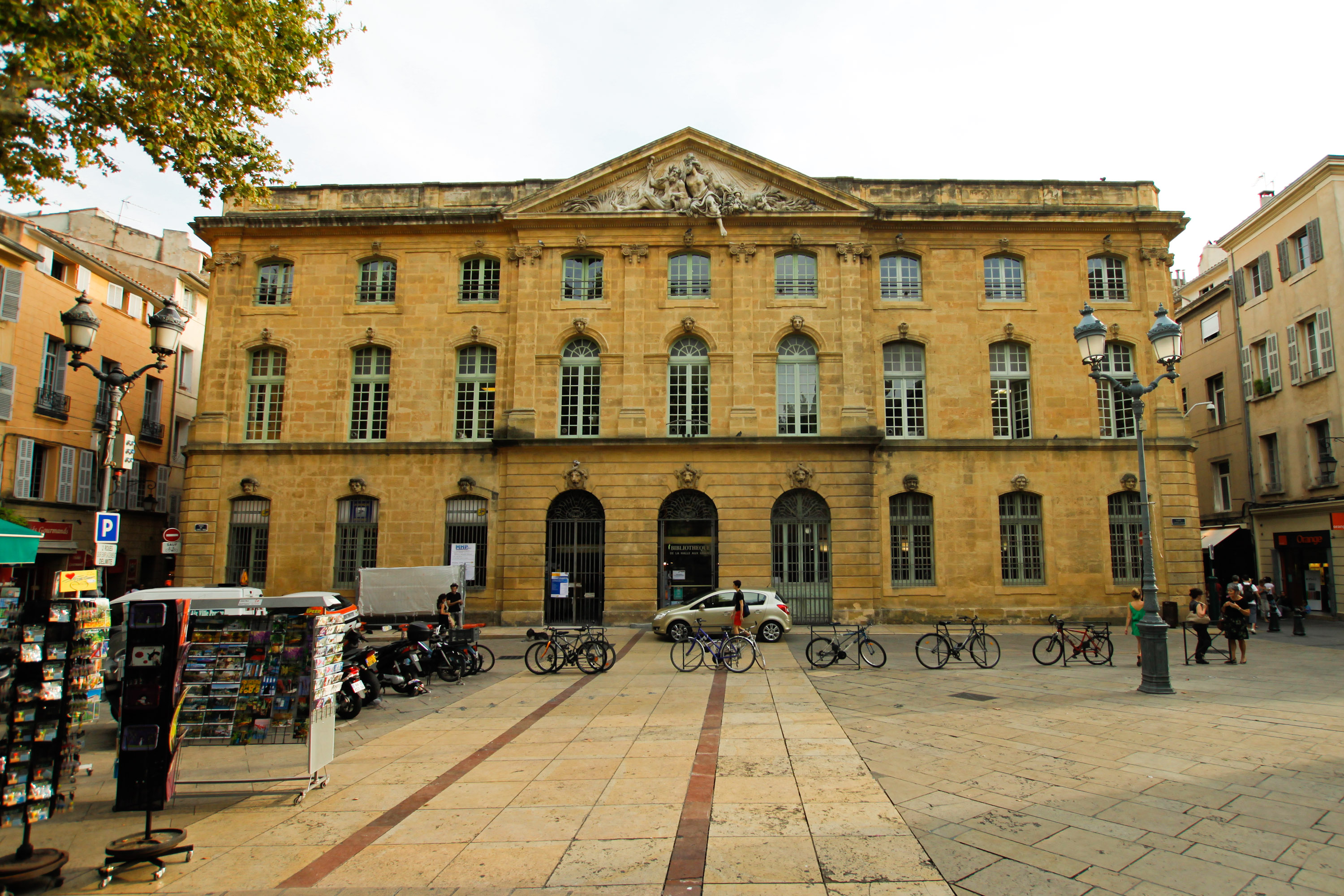
Ehemalige Kornhalle am Rathausplatz
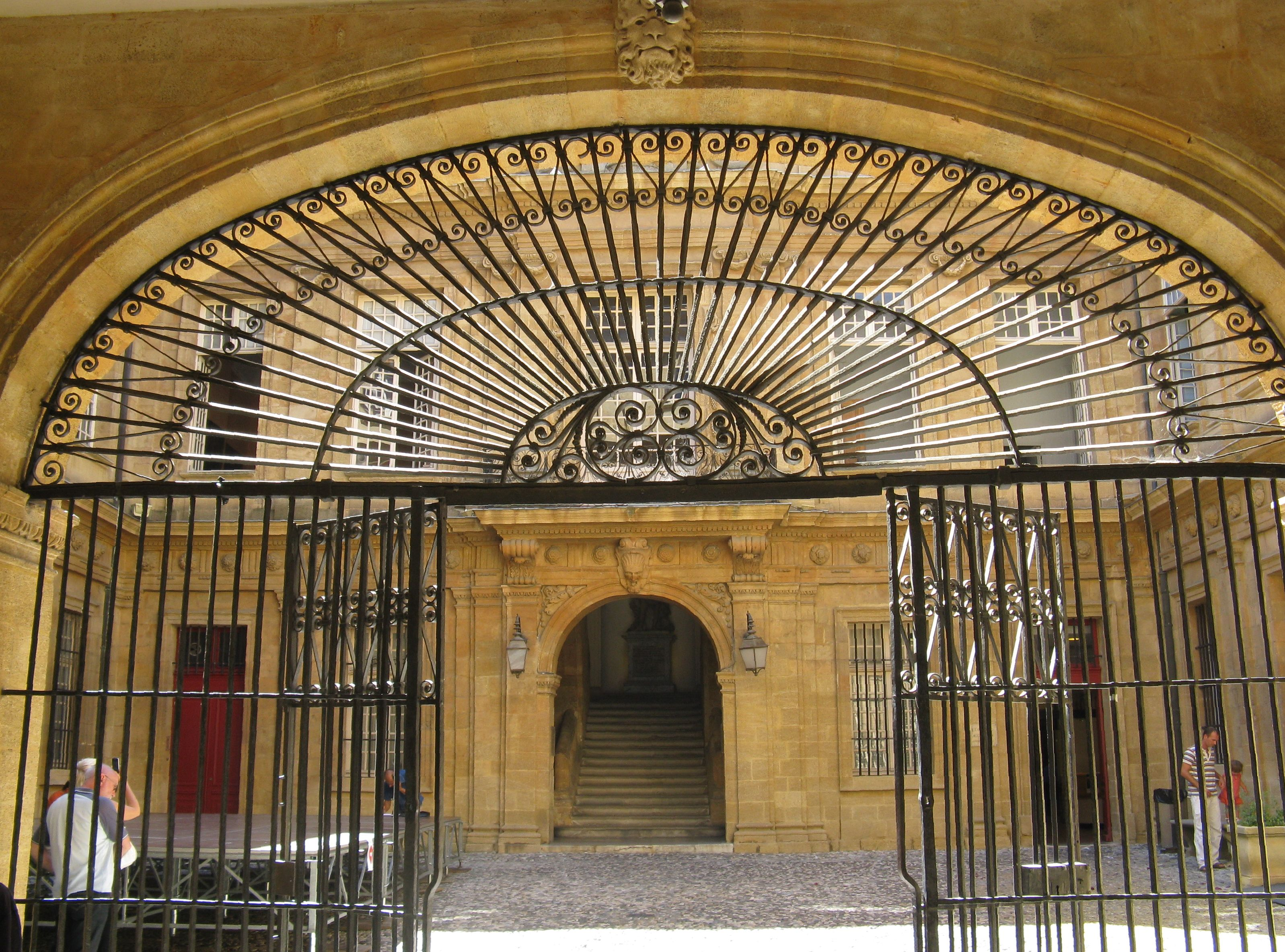
Tor zum Rathaus
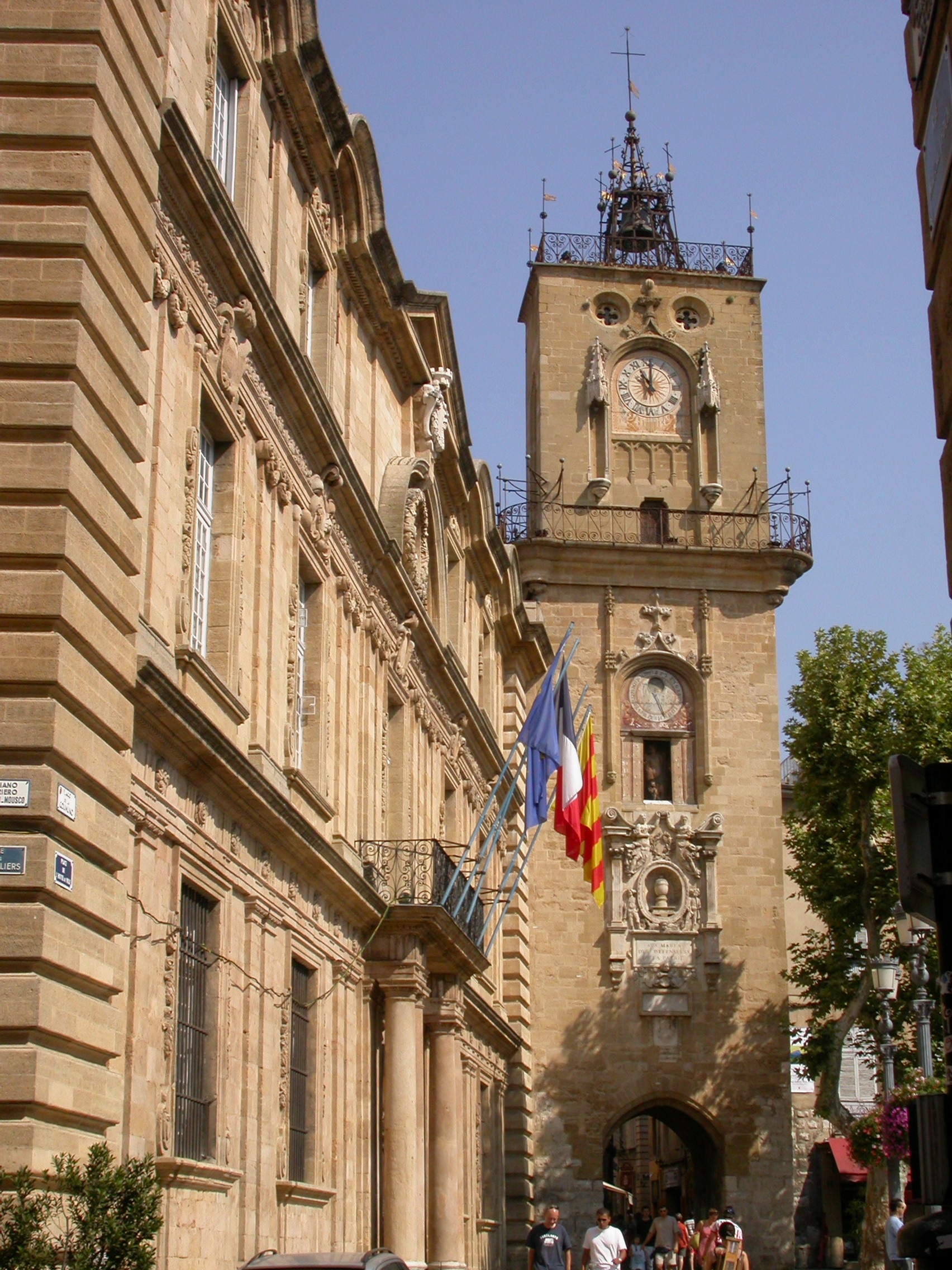
Rathaus mit Uhrturm

Über die Rue Gaston de Saporta gelangt man zum römischen Stadtteil, wo im Hôtel d’Estiennes de St-Jean das Heimatmuseum untergebracht ist. Etwas weiter nördlich steht der ehemalige Erzbischofspalast aus dem 17. Jahrhundert. Sein Innenhof dient alljährlich im Sommer als Schauplatz des internationalen Festival d’Aix-en-Provence. An den Palast schließen sich die Kathedrale Saint-Sauveur mit Kreuzgang und frühchristlichem Baptisterium sowie die ehemalige juristische Fakultät an. Am westlichen Ende der Altstadt befinden sich in einem 1990 komplett umgestalteten Badekomplex die schon bei den Römern bekannten Thermalquellen Les Thermes Sextius.
Im östlichen Teil der Altstadt liegt der imposante Palais de Justice, der Ende des 18. Jahrhunderts das Schloss der Provencegrafen ersetzte. Unweit des nach Plänen von Claude-Nicolas Ledoux entworfenen Justizpalastes befindet sich die Église de la Madeleine. Die Kirche ist ein barocker Bau und enthält das berühmte Triptychon der Verkündung. Bei dem unbekannten Meister des Werkes handelt es sich wahrscheinlich um den flämischen Maler Barthélemy d’Eyck.

### Cours Mirabeau und Quartier Mazarin

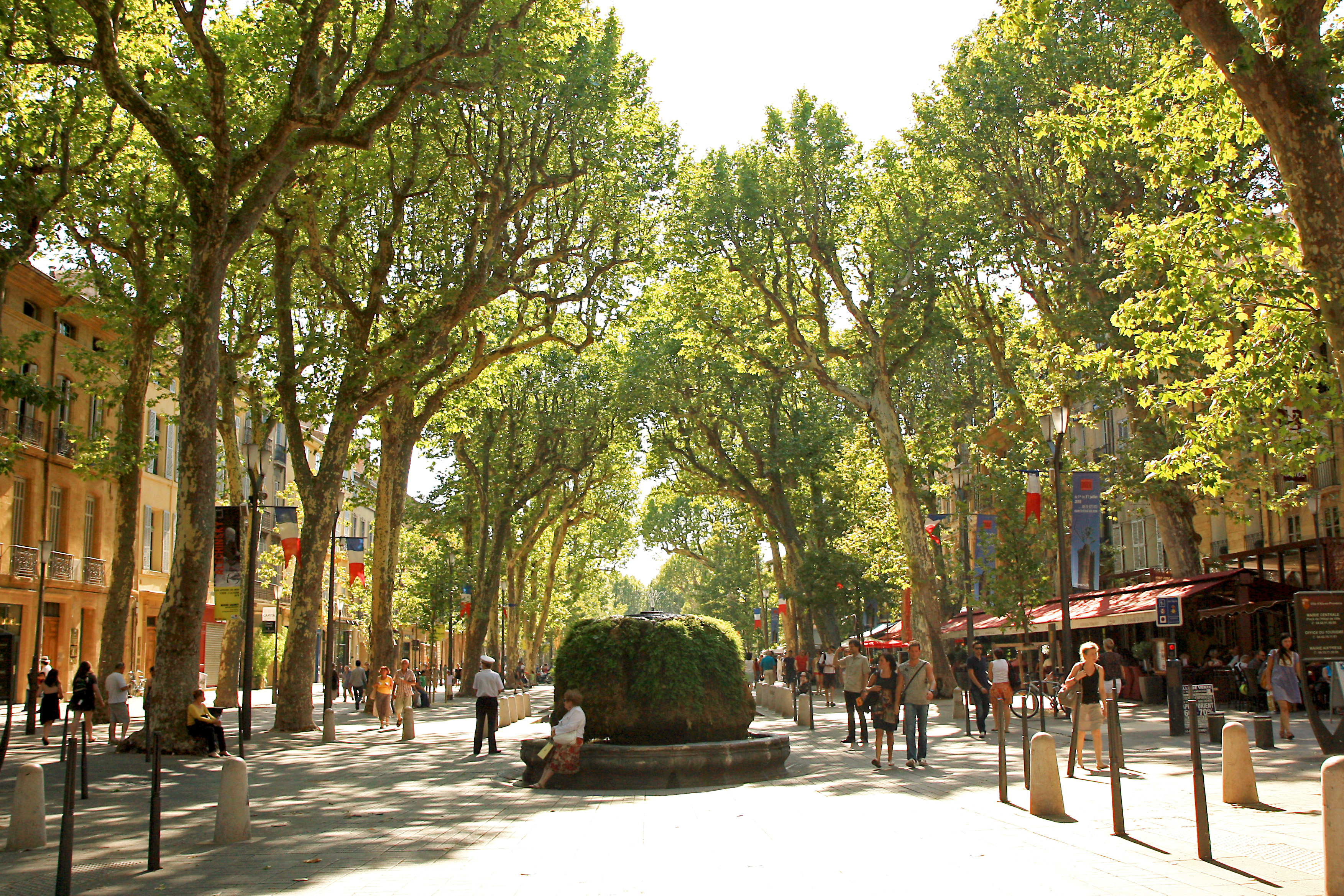
Cours Mirabeau

Die Prachtmeile Cours Mirabeau südlich der Altstadt ist nach dem Schriftsteller und Politiker Graf Gabriel-Honoré de Mirabeau benannt, der 1789 von den Bürgern der Stadt zum Abgeordneten des Dritten Standes in den Generalständen gewählt wurde. Die Platanenallee war 1649 anstelle der alten Stadtmauer als Flanierboulevard für Karossen angelegt worden und stellt die Verbindung zwischen dem „Mazarin-Viertel“ im Süden und der Altstadt im Norden dar. Das Mazarin-Viertel wurde im 17. Jahrhundert von Bischof Michel Mazarin als schachbrettartig angelegtes Wohnviertel für den Aixer Adel entworfen. Sehenswert sind unter anderem das Hôtel de Caumont, welches das Darius-Milhaud-Konservatorium beherbergt, der Place des Quatre Dauphins mit dem 1667 entstandenen Delfin-Brunnen und das Musée Paul Arbaud mit seiner Sammlung provençalischer Fayencen.

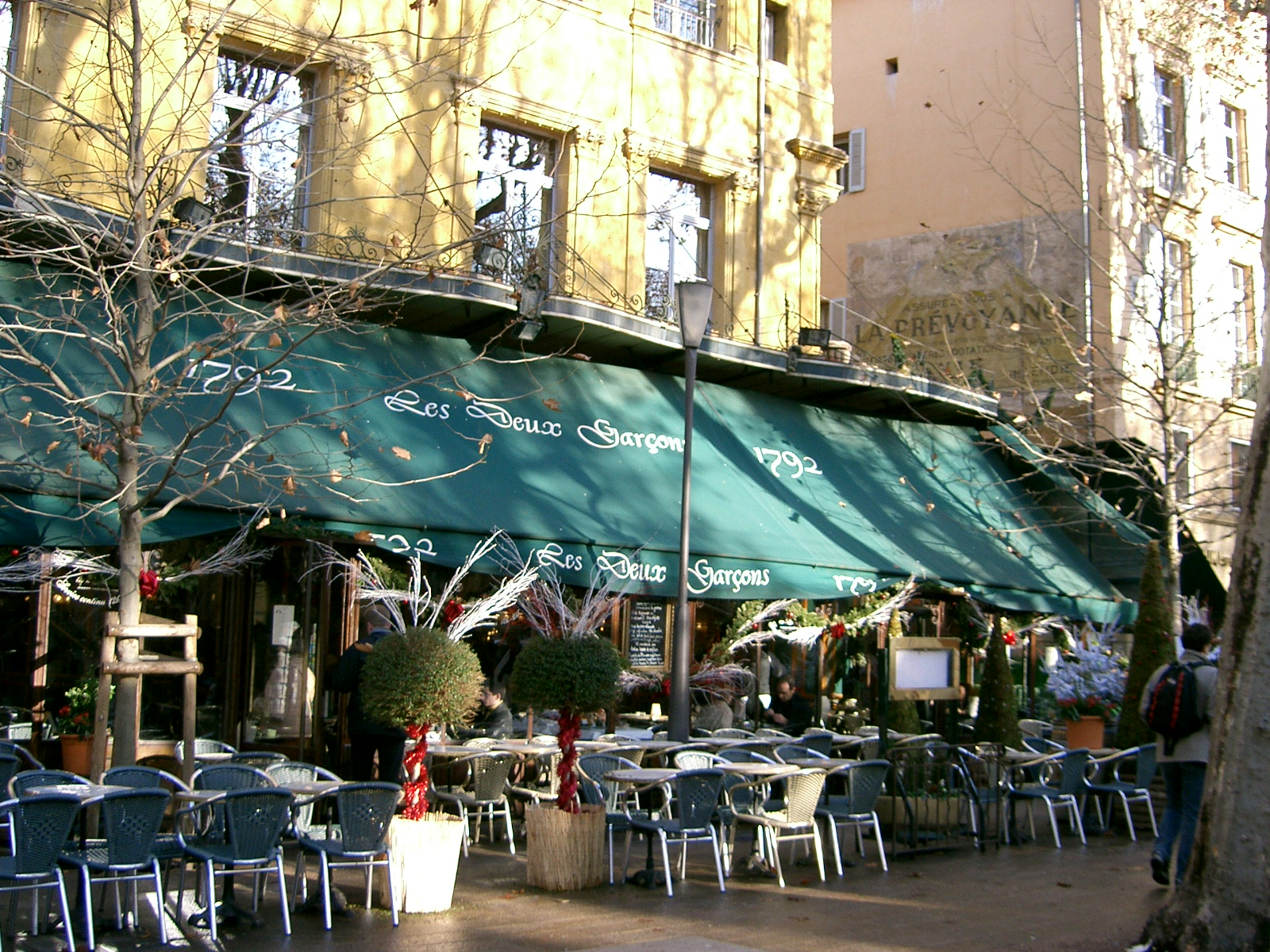
Café Les Deux Garçons

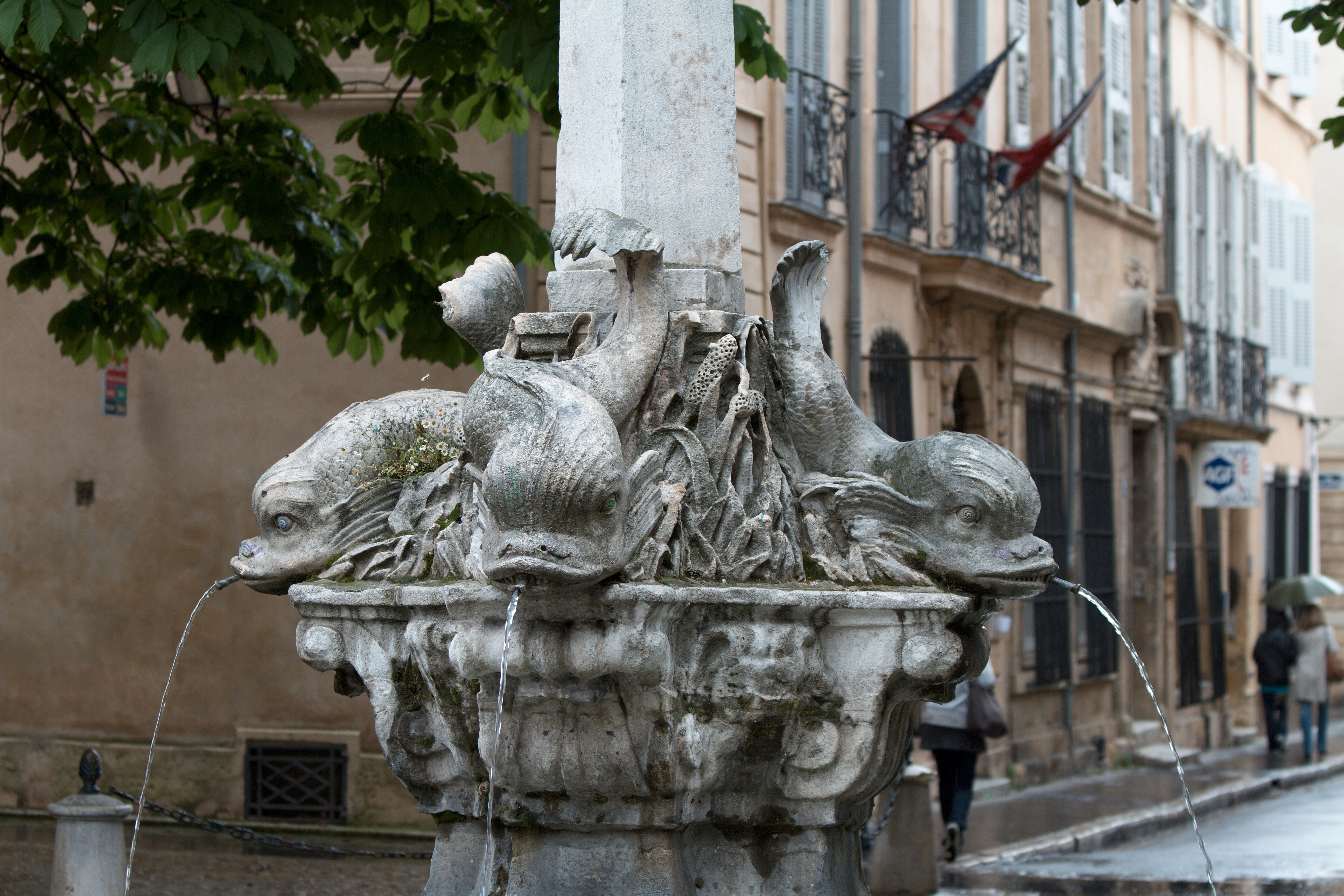
Brunnen der vier Delfine

Als Hauptachse der Stadt wird der Cours Mirabeau durch die beiden Brunnen Fontaine du Roi René im Osten und der Fontaine de la Rotonde im Westen begrenzt. Der Rotonde-Brunnen wurde 1860 errichtet und wird von drei Statuen gekrönt, die die Justiz (entlang des Cours Mirabreau blickend), die Landwirtschaft (nach Marseille blickend) und die Schönen Künste (nach Avignon gerichtet) darstellen. Die Südseite des Cours Mirabeau wird von eleganten Adelshäusern und alten Hotels aus dem 17. und 18. Jahrhundert mit reich dekorierten Eingangsportalen und schmiedeeisernen Balkonen gesäumt. Auf der gegenüberliegenden Seite reihen sich vornehme Geschäfte, Buchläden und Cafés aneinander. Das berühmteste Café ist das der Deux Garçons, das als Treffpunkt vieler berühmter Literaten und Künstler wie etwa Émile Zola, Paul Cézanne, Jean Giraudoux, Blaise Cendrars oder Jean Cocteau galt. Am Ende des Cours Mirabeau befindet sich auch die Kirche der Mission und Kloster der Oblatenmissionare. Das ehemalige Karmeliterinnenkloster ist der Gründungsort der Kongregation der Oblaten. Der heilige Eugen von Mazenod, dessen Geburtshaus sich ebenfalls am Cours Mirabeau befindet, gründete die Gemeinschaft 1816.
Aix zählt für die Franzosen zu den Städten mit der höchsten Lebensqualität. Insbesondere der Schwerpunkt für Kunst und Kultur sowie das studentische Angebot an Bars und Diskotheken machen den Reiz der Stadt aus. Berühmt sind auch die Calissons.

### Sakralbauten

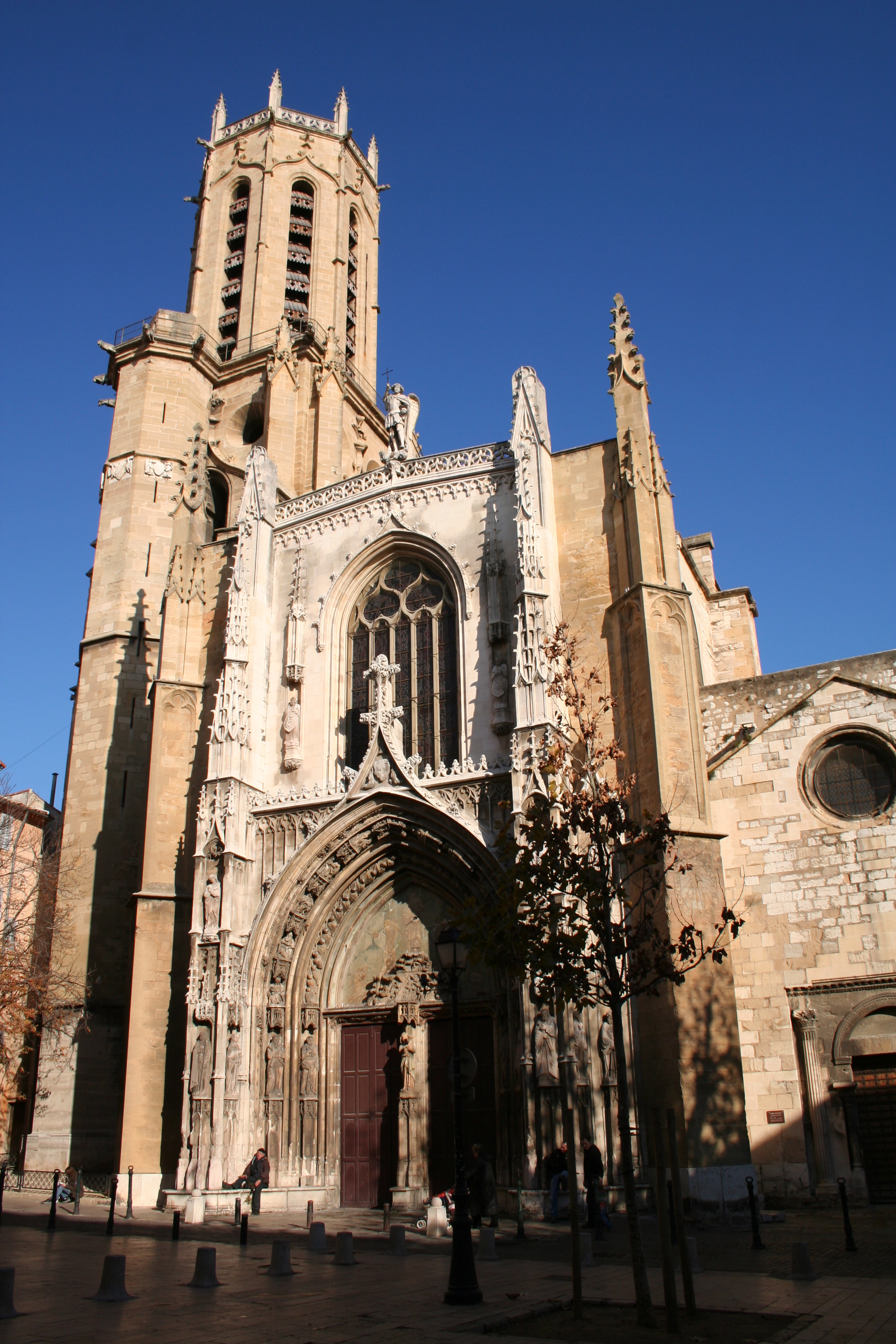
Fassade der Kathedrale an der Place de l’Université

Die Kathedrale Saint-Sauveur an der Place de l’Université ist die Bischofskirche des Erzbistums Aix. Sie wurde ständig um- und ausgebaut und vereint daher eine Fülle von Baustilen. Sie besitzt eine spätgotische, reich gegliederte Fassadenkonstruktion. Jean Guiramand schuf ein Hauptportal mit plastischen Darstellungen der Propheten Israels und der Sibyllen. Die Türgewände werden mit von Nischen und Fialen geschmückten Strebepfeilern gesäumt. 1323 entstand der Kampanile, der sich aus zwei nach oben hin verjüngenden Baukörpern zusammensetzt, wobei der obere einen oktogonalen Grundriss besitzt. Im Inneren befindet sich ein frühchristliches, um das Jahr 400 entstandenes Baptisterium und ein romanischer Kreuzgang. Zu den größten Kostbarkeiten zählt ein 1476 für König René angefertigtes Altarbild. Seit 1875 trägt die Kathedrale den Titel einer päpstlichen Basilica minor. Im selben Jahr wurde das Kulturdenkmal als Monument historique klassifiziert.
Die Kirche Saint Jean-de-Malte, mit lateinischem Kreuzgrundriss im 13. Jahrhundert über einem älteren Vorgängerbau erbaut, ist die älteste gotische Kirche in der Provence und damit eine der interessantesten Sehenswürdigkeiten der Stadt. Ihre erste urkundliche Erwähnung geht auf das Jahr 1235 zurück, 15 Jahre vor ihrer Weihe. Das Querhaus ist geringfügig jünger. Sie beherbergt die Gräber mehrerer provenzalischer Grafen. Anfänglich war sie die Kirche des auf Malta beheimateten Johanniterordens (daher der Name) und diente als Hospitalkirche. Das zugehörige Krankenhaus befand sich auf dem Gelände des heutigen Musée Granet. Der 67 Meter hohe Glockenturm der Kirche ist der höchste Punkt der Stadt und aus weiter Entfernung sichtbar. Das Innere der Kirche überrascht durch seine Helligkeit, denn das Tageslicht wird durch die sehr hellen Mauern der Kirche noch verstärkt. Sehenswert sind neben der zeitgenössischen Orgel auch die Fenster und einige Gemälde. Unter ihnen findet die „Kreuzigung“ von Eugène Delacroix die größte Beachtung. Seit 1978 beherbergt die Kirche eine Gemeinschaft apostolischer Mönche, die direkt dem Bischof unterstellt sind. Sie dient als Pfarrkirche.

### Kultureinrichtungen

Bronzestatue Paul Cézannes von Gabriel Sterk, Place de la Rotonde

Grand Théâtre de Provence

In einem Quartier westlich der Place de la Rotonde wurden mehrere Kultureinrichtungen in räumlicher Nähe zueinander errichtet. Sie sind durch eine breite Fußgängerpromenade, die Avenue Wolfgang Amadeus Mozart, miteinander verbunden. Eine Brücke, mit der diese über eine Hauptverkehrsstraße führt, wurde auf der Nordseite 2008 durch Patrick Blanc als Pflanzenwand (Mur végétal) und auf der Südseite 2014 durch Christian Ghion als Wasserwand (Mur d'eau) gestaltet.
Nördlich der Avenue Wolfgang Amadeus Mozart liegt das Grand Théâtre de Provence, das Opern- und Konzerthaus von Aix-En-Provence. Es wurde von den italienischen Architekten Vittorio Gregotti und Paolo Colao entworfen und 2007 eröffnet.

Conservatoire Darius Milhaud

Dem Grand Théâtre gegenüber liegt das Conservatoire Darius Milhaud, das Konservatorium von Aix-En-Provence. Es wurde von dem japanischen Architekten Kengo Kuma entworfen und 2013 eröffnet.
Westlich des Darius-Milhaud-Konservatoriums liegt der Pavillon Noir, das Balletthaus von Aix-En-Provence. Es wurde von dem italienischen Architekten Rudy Ricciotti entworfen und 2013 eröffnet.
Südlich des Darius-Milhaud-Konservatoriums und des Pavillon Noir liegt die Cité du Livre, eine kleine „Bücherstadt“. In einer ehemaligen Streichholzfabrik ist ein modernes Kulturzentrum und die Bibliothèque Méjanes untergebracht, die um die 450.000 Dokumente umfasst. Die meisten davon gehören zum öffentlichen Kulturbesitz, darunter auch 2.110 Manuskripte, 360 Inkunabeln und mehr als 6.000 Grafiken. Das Stundenbuch von König René I., mit von ihm selbst angefertigten Zeichnungen, gehört zu den wertvollsten Druckwerken. Auch der Nachlass von Albert Camus wird hier verwaltet. In der Streichholzfabrik finden außerdem kulturelle Veranstaltungen wie Kunstausstellungen und Kinovorführungen statt.

### Museen

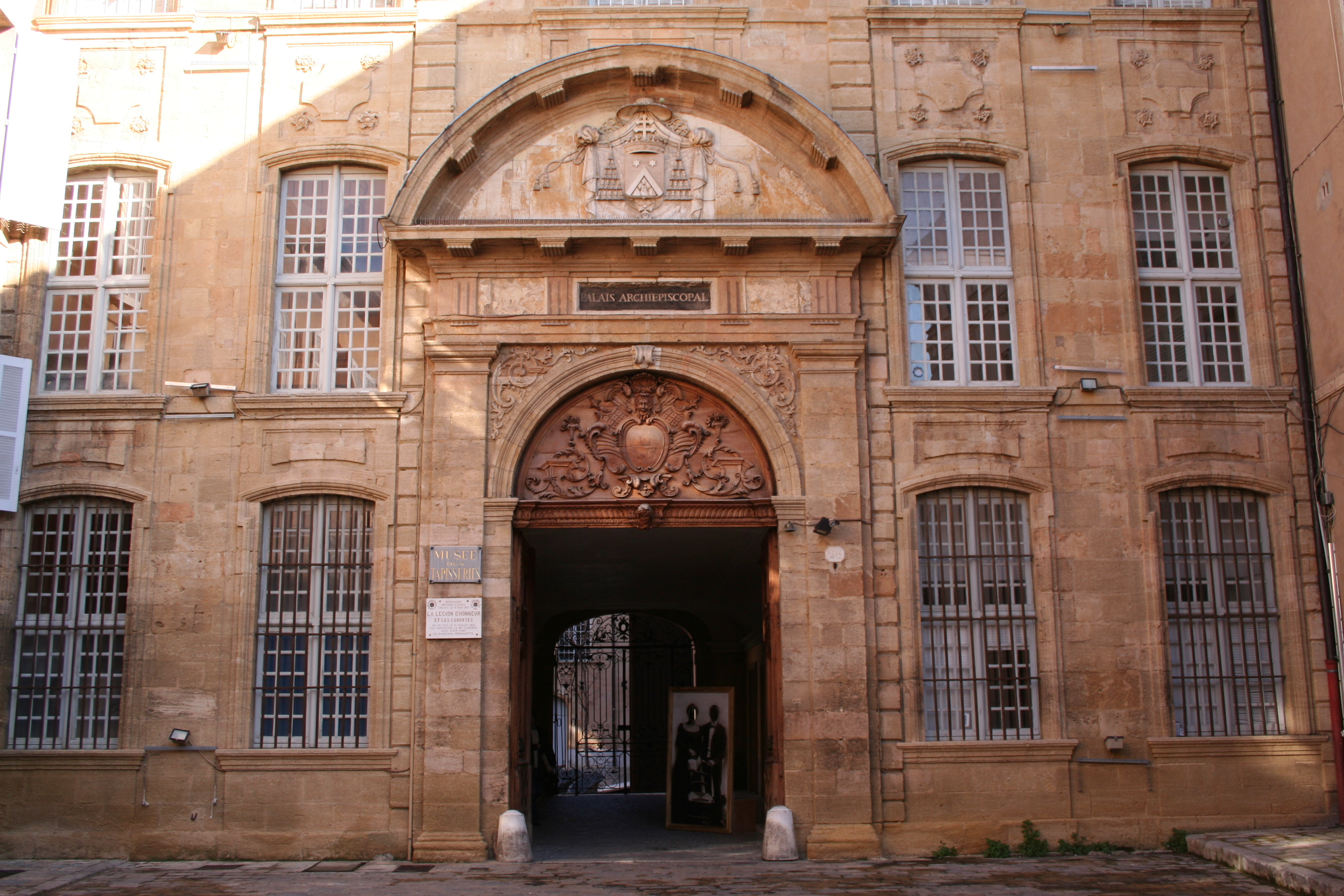
Eingangsportal des Gobelin-Museums (ehemaliger Erzbischofspalast)

Das 1765 errichtete Musée Granet gehört zu den reichsten und ältesten Museen Frankreichs und ist neben der Kirche Saint Jean-de-Malte in der alten Priorei des Malteserordens untergebracht. Die archäologische Sammlung zeigt Funde aus römischer Zeit und keltoligurische Überreste aus Entremont. In der Gemäldesammlung sind Werke von Rubens, Jean Dominique Ingres, Henri Matisse, Fernand Léger, Paul Cézanne und François Marius Granet zu sehen.
1910 wurde im ersten Stock des ehemaligen Erzbischofpalastes das Musée des Tapisseries eingerichtet. In dem Museum wird eine umfangreiche Gobelin-Sammlung ausgestellt. Zu sehen sind Wandteppiche, gewebte Theaterkulissen, sowie zeitgenössische Textilkunst und Möbel aus dem 17. und 18. Jahrhundert.

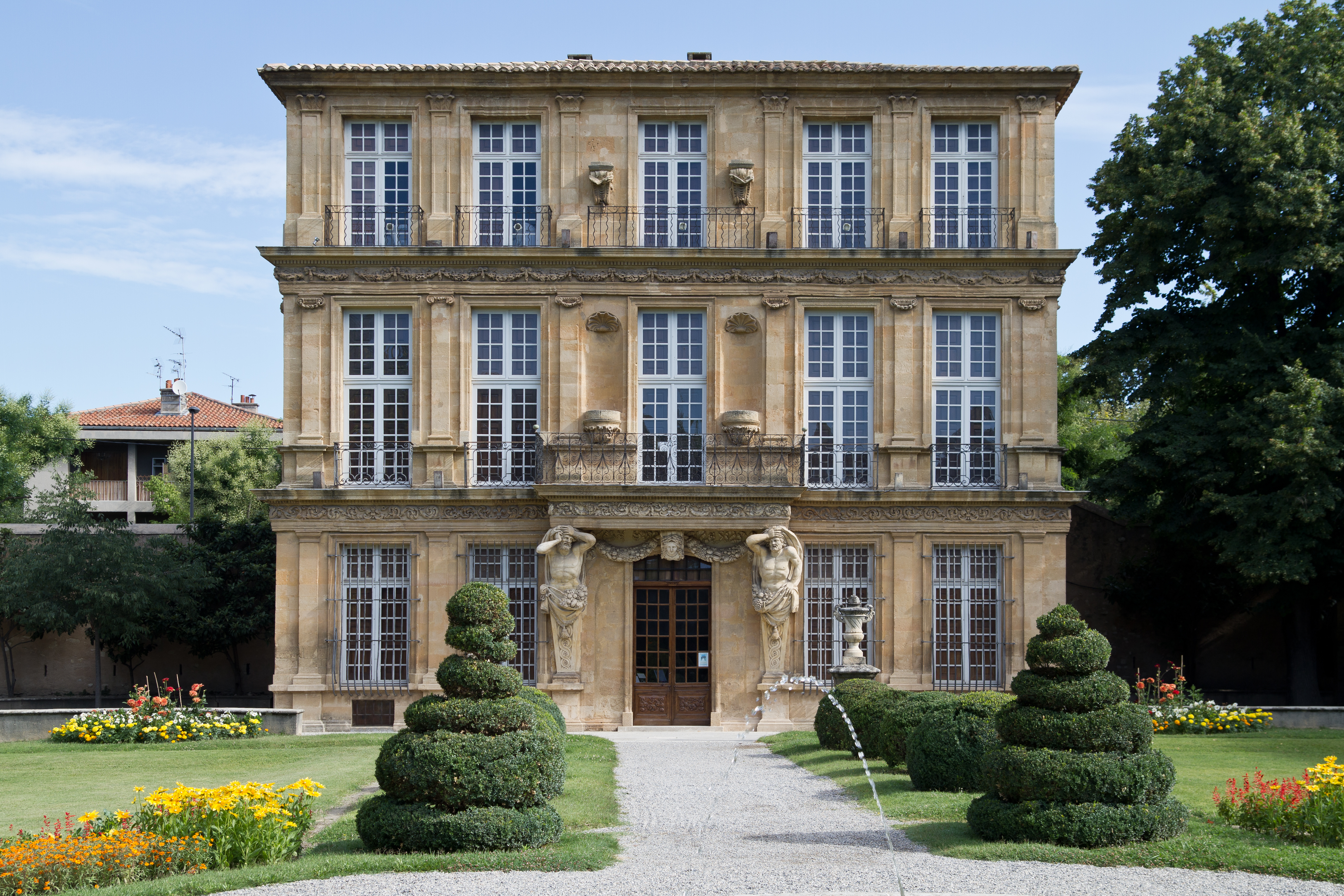
Pavillon de Vendôme

Der Pavillon de Vendôme außerhalb des Boulevardrings ist ein barocker Adelspalast und wurde 1665 vom Architekten Antoine Matisse im Auftrag des Herzogs von Vendôme konzipiert. Die reich verzierte Fassade zeigt alle drei klassischen Säulenordnungen (dorisch, ionisch und korinthisch). Im Inneren sind Möbel aus der Zeit Ludwig XIII. und Ludwig XIV., sowie Werke des Malers Jean-Baptiste van Loo zu sehen.
Das Musée d’Histoire Naturelle wurde im 19. Jahrhundert gegründet und befindet sich im Patrizierhaus Hôtel Boyer d’Éguilles. Die in Fachkreisen bekannten Sammlungen umfassen Dinosaurier-Fossilien und versteinerte Dinosauriereier, die man am Fuße des Montagne Sainte-Victoire fand. Zu sehen sind auch übergroße Skelettrekonstruktionen.
Im kleinen Heimatmuseum Musée du Vieil Aix werden Geschichte, Volkskunst und Sitten der Stadt präsentiert. Gezeigt werden antike provenzalische Möbel, Kleidungsstücke und historische Alltagsgegenstände. Das Gebäude ist in einem schönen Adelspalais aus dem 17. Jahrhundert untergebracht.
Etwas nördlich der Altstadt auf einem Hügel liegt das Atelier Cézanne. Im Obergeschoss des lichtdurchfluteten Hauses befindet sich ein einzelner Raum, in dem versucht wurde, die Arbeitsatmosphäre des Malers nachzuempfinden. Vom Atelier aus führt ein Weg nach Norden, der zum Terrain des Peintres führt. Von dort aus sind viele Ansichten des Montagne Sainte-Victoire entstanden. Über den Chemin de la Marguerite führt der malerische Weg weiter zum Oppidum.
Im Vorort Les Milles erinnert eine Gedenkstätte an das Camps des Milles, ein Internierungslager des Vichy-Regimes für „feindliche“ Ausländer, überwiegend jüdische Deutsche. Von diesen wurden 1942 etwa 2000, darunter auch Kinder, an die deutsche Gestapo zur Deportation nach Auschwitz ausgeliefert.
Die Fondation Vasarely ist ein westlich von Aix gelegenes Museum, das ausschließlich Werken des Künstlers Victor Vasarely gewidmet ist. Es enthält neben Bildern aus allen Schaffensperioden Vasarelys auch Monumentalwerke und Installationen, die in das Werk des Künstlers einführen.

### Oppidum Entremont

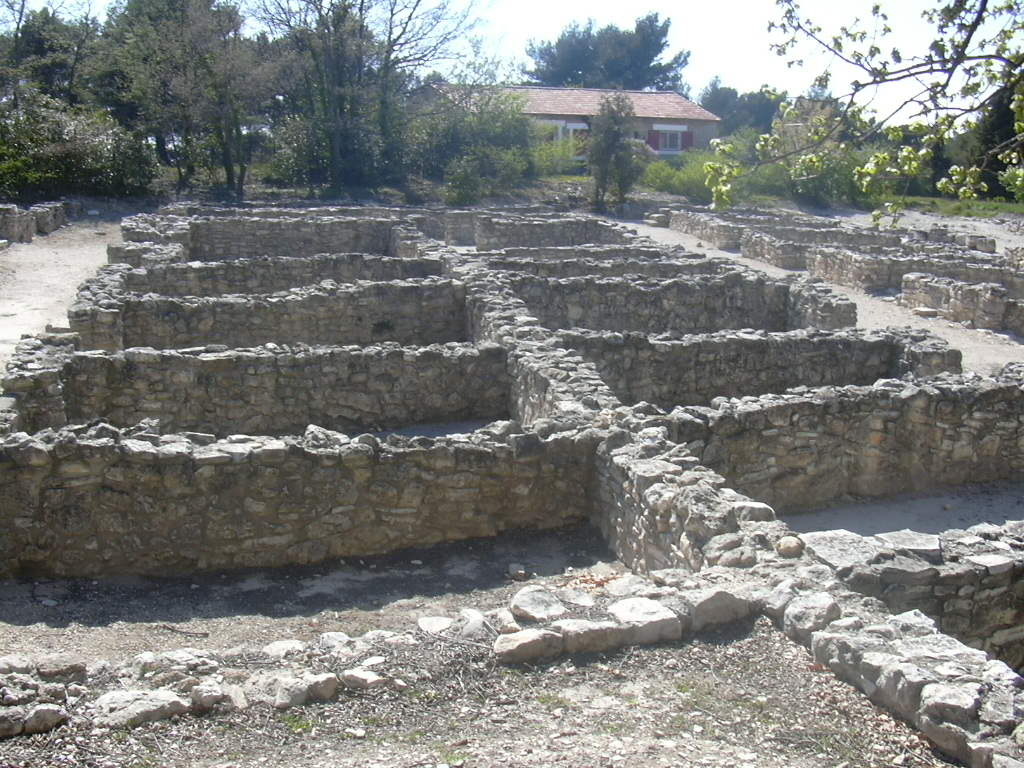
Oppidum Entremont

Etwa 3 km nördlich des Stadtzentrums auf einem Kalksteinplateau befinden sich die Ruinen eines keltoligurischen Oppidums. Die antike Siedlung entstand im 3. Jahrhundert v. Chr. und war die Hauptstadt der Salluvier. Aufgrund ihrer strategisch günstigen Lage wurde sie im 2. Jahrhundert v. Chr. zu einer mächtigen Festung ausgebaut, doch schon 123 v. Chr. von Römern zerstört.
Die Siedlung erstreckte sich auf einer Fläche von ungefähr 3,5 Hektar und war von einer mit Wehrtürmen besetzten Stadtmauer umgeben, die die Form eines unregelmäßigen Dreiecks bildete. Eine Trennmauer im Inneren teilte die Siedlungsfläche in eine Ober- und eine Unterstadt. Die Unterstadt war von Bauern und Handwerkern bevölkert, in der Oberstadt finden sich ein Heiligtum und Häuser für die Oberschicht. Keltische Waffen, Schmuck und Keramik und der keltische Name des Königs Teutomalius weisen darauf hin, dass in der Stadt ein ligurisches Volk von einer keltischen Oberschicht beherrscht wurde.
Das Oppidum war nicht nur zu Verteidigungszwecken angelegt, sondern diente für die Kelten auch als religiöses und wirtschaftliches Zentrum. Nach der griechischen Niederlassung in Marseille stellt sie zudem die erste urbane Siedlung in Gallien dar.

## Politik

### Stadtregierung

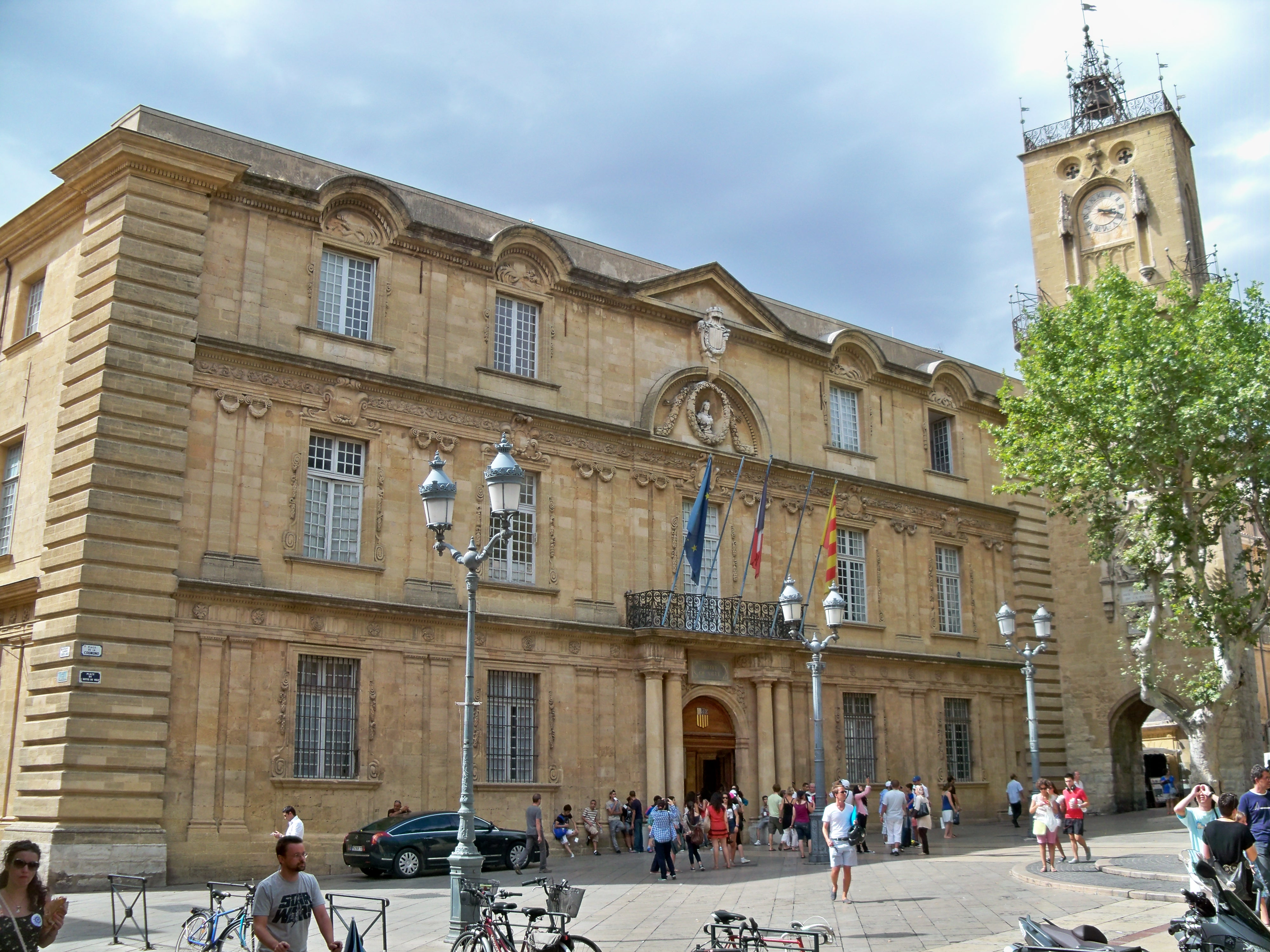
Hôtel de ville von Aix-en-Provence

Seit 2001 ist Maryse Joissains Masini (LR) Bürgermeisterin von Aix. Sie wurde 2007 und 2009 wiedergewählt. Aus den Wahlen zum Stadtrat 2008 ging die UMP (heute: LR) mit 40 Sitzen als stärkste Kraft hervor. Es folgen die Sozialisten mit zwölf Sitzen. Eine unabhängige Liste erhielt drei Sitze.

### Wappen
Beschreibung: In Gold vier rote Pfähle unter einem Schildhaupt mit drei Plätzen. Rechts in Silber ein goldenes krückenkreuziges Jerusalemkreuz, links in Blau mit rotem Bord fünf versetzte Reihen mit bestreuten goldenen Lilien und mittig in Blau ein roter fünfstegiger Turnierkragen über die fünf versetzte Reihen mit bestreuten goldenen Lilien.

### Partnerstädte
Seit 1960, als Aix-en-Provence und Tübingen eine Städtepartnerschaft (Verschwisterung – Jumelage) vereinbart hatten, hat die Stadt mit 15 Städten Beziehungen unterschiedlicher Art aufgenommen (Jumelage=J,  partnerschaftliche Beziehungen=P, Städtefreundschaft=F, Kooperation=K).
- Tübingen, Deutschland, seit 1960 (J)
- Perugia, Italien, seit 1970 (J)
- Granada, Spanien, seit 1979 (J)
- Coimbra, Portugal, seit 1985 (J)
- Karthago, Tunesien, seit 1992 (J)
- Askalon, Israel, seit 1994 (J)
- Bath, Vereinigtes Königreich, seit 1997 (P)
- Coral Gables, Vereinigte Staaten, seit 1997 (P)
- Oujda, Marokko, seit 1998 (P)
- Philadelphia, Vereinigte Staaten, seit 1999 (P)
- Baton Rouge, Vereinigte Staaten, seit 1999 (F)
- Bamako, Mali, seit 2003 (K)
- Baalbeck, Libanon, seit 2003 (K)
- Pécs, Ungarn, seit 2011 (K)
- Kumamoto, Japan, seit 2013 (P)

## Verkehr

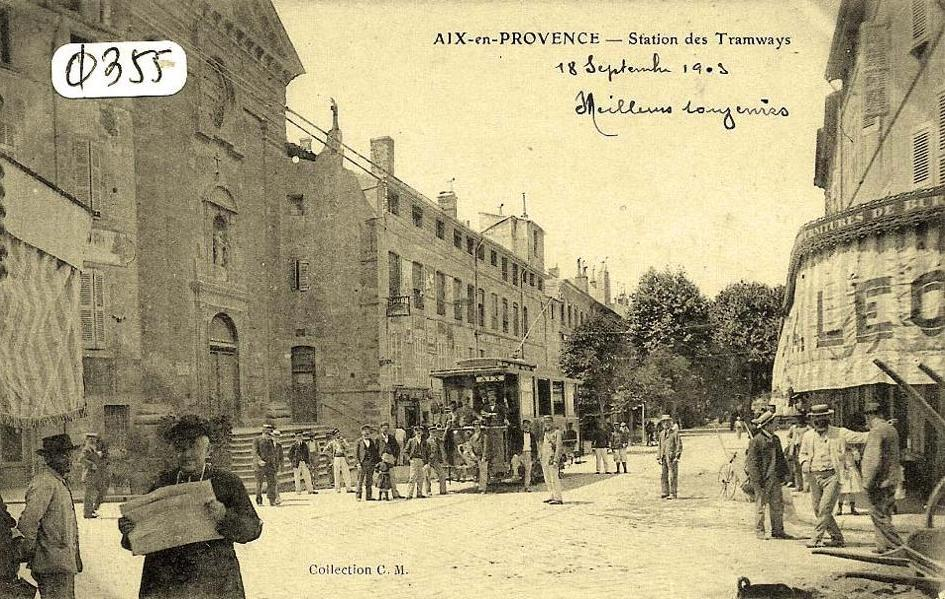
Triebwagen der Überlandstraßenbahn nach Marseille in Aix (1903)

Aix-en-Provence hat einen Bahnhof an der Bahnstrecke Lyon–Marseille (über Grenoble). Sein 1856 nahe dem Stadtzentrum errichteter Vorgänger war ein Kopfbahnhof und Endpunkt der Bahnstrecke von Rognac. Ein erster Abschnitt bis Meyrargues in Richtung Grenoble wurde 1872 eröffnet, dessen südliche Verlängerung durch die Compagnie des chemins de fer de Paris à Lyon et à la Méditerranée (PLM) nach Marseille erforderte die Anlage des heutigen Durchgangsbahnhofs. Regionalzüge des TER Provence-Alpes-Côte d’Azur verkehren auf der Strecke Aix–Marseille im Halbstundentakt.
Im Jahr 1903 wurde eine Überlandstraßenbahn nach Marseille in Betrieb genommen, die bis 1948 existierte. Im Juni 2001 erhielt die Stadt mit dem in der Nähe des Flughafens Marseille gelegenen Bahnhof Aix-en-Provence TGV eine Station an der Schnellfahrstrecke LGV Méditerranée. Paris ist per TGV in zwei Stunden und 40 Minuten erreichbar, es gibt auch eine direkte TGV-Verbindung von Frankfurt am Main über Mannheim, Karlsruhe und Baden-Baden.
Ab 1. September 2025 wird der Nahverkehr in Aix-en-Provence für Einwohner unter 10 und ab 65 Jahren kostenlos sein.
Aix liegt an den Autobahnen A 8 und A 51, die sich im Südwesten des Stadtgebiets kreuzen. Die Entfernung nach Marseille und zu den nächsten Stränden des Mittelmeers beträgt ca. 30 Autominuten.
Der Flugplatz Aix-Les Milles (Aérodrome d’Aix-Les Milles), früher als Base Aerienne 114 d’Aix-Les Milles ein Militärflugplatz, hat nur eine untergeordnete Bedeutung.

## Persönlichkeiten

### Söhne und Töchter der Stadt

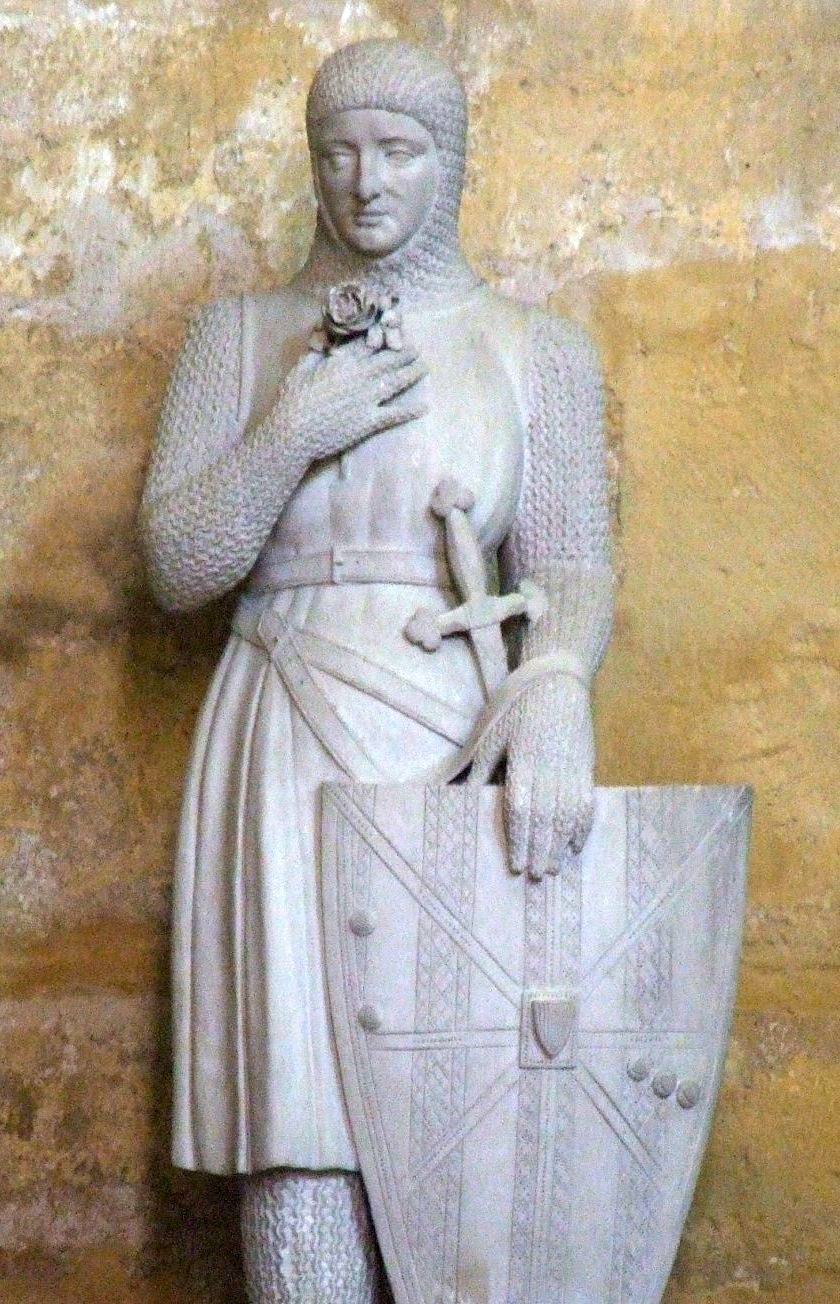
Statue von Raimund Berengar V.

- Raimund Berengar V. (1205–1245), Graf von Provence und Forcalquier
- Eleonore von der Provence (um 1223–1291), Königin von England
- Claude Brueys (1570–1650), Dichter
- Honoré Bouche (1598–1671), Regionalhistoriker
- Louis Thomassin (1619–1695), Philosoph und Theologe
- Pierre Galaup de Chasteuil (1644–1727), Regionalhistoriker und Literaturhistoriker
- Joseph de Mesgrigny (1653–1726), Bischof
- Joseph Pitton de Tournefort (1656–1708), Geistlicher und Botaniker
- André Campra (1660–1744), Komponist
- Jean-Baptiste van Loo (1684–1745), Maler
- Jean-Baptiste de Boyer, Marquis d’Argens (1703–1771), Schriftsteller und Philosoph
- Louis Nicolas Victor de Félix d’Ollières (1711–1775), Marschall von Frankreich, Staatskriegsminister
- Luc de Clapiers, Marquis de Vauvenargues (1715–1747), Philosoph und Schriftsteller
- Michel Adanson (1727–1806), Botaniker
- Antoine de Thomassin de Peynier (1731–1809), Marineoffizier und Gouverneur der Kolonie Saint-Domingue
- Joseph Bruny d’Entrecasteaux (1737–1793), Seefahrer und Entdecker
- Pierre Peyron (1744–1814), Maler
- Bienvenu de Miollis (1753–1843), Bischof von Digne
- Sextius Alexandre François de Miollis (1759–1828), Generalleutnant
- Louis-Charles Michel (1761–1845), Bischof von Fréjus
- Étienne Boyer de Fonscolombe (1772–1853), Entomologe
- François-Marius Granet (1775–1849), Maler
- Pierre Amédée Jaubert (1779–1847), Orientalist
- Eugen von Mazenod (1782–1861), Heiliger, Gründer der Oblatenmissionare
- François-Auguste Mignet (1796–1884), Historiker

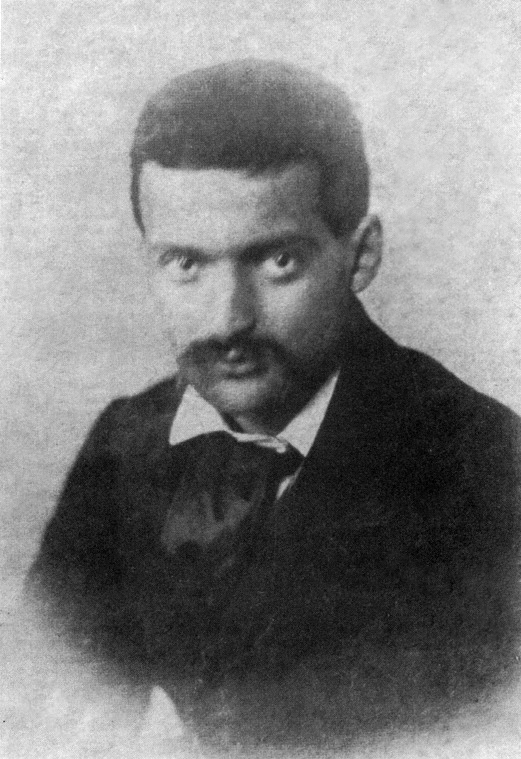
Paul Cézanne (1839–1906)

- Joseph Hippolyte Guibert (1802–1886), Erzbischof und Kardinal
- Jassuda Bédarride (1804–1882), Jurist
- Jean Sallier (1806–1861), Geistlicher, Kartäuser und Mystiker
- Émile Loubon (1809–1863), Maler
- Louise Colet (1810–1876), Dichterin
- Joseph-Hugues Fabisch (1812–1886), Bildhauer
- Achille Emperaire (1829–1898), Maler, Freund von Cézanne
- Henri d’Abel de Libran (1833–1901), Seeoffizier und Flottillenadmiral
- Paul Cézanne (1839–1906), Maler
- Philippe Solari (1840–1906), Bildhauer
- Félix Guillibert (1842–1926), Bischof von Fréjus
- Maurice Rouvier (1842–1911), Politiker
- Antony Valabrègue (1844–1900), Schriftsteller und Kunstkritiker
- George Mosson (1851–1933), Maler und Zeichner und Gründungsmitglied der Berliner Secession
- Léopold Lambert (1854–1935) Automatenbauer
- Comte Jean de Villeneuve-Esclapon (1860–1943), Schachspieler und -komponist
- Henri Bremond (1865–1933), Literaturkritiker, Theologe und Schriftsteller
- Folco de Baroncelli (1869–1943), Gardian und Dichter
- Joachim Gasquet (1873–1921), Schriftsteller und Kunstkritiker, Freund von Cézanne

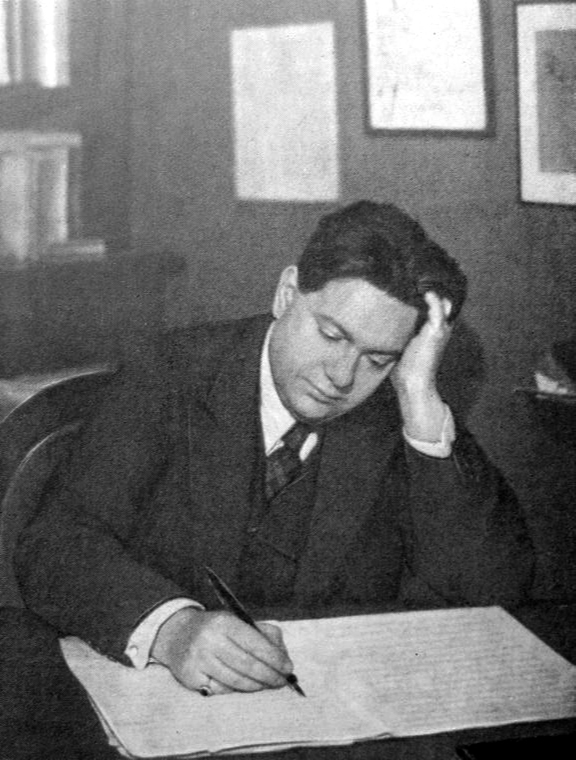
Darius Milhaud um 1926

- Darius Milhaud (1892–1974), Komponist
- André Marchand (1907–1997), Maler, Illustrator, Bühnenbildner und Tapisseriedesigner
- Louis Agnel (1918–1943), Skirennläufer
- Tchan Tchou Vidal (1923–1999), Gitarrist
- Paul Veyne (1930–2022), Althistoriker
- Emanuel Ungaro (1933–2019), Modedesigner der Haute Couture
- Andréa Ferréol (* 1947), Schauspielerin
- Henri Michel (1947–2018), Fußballspieler und Trainer
- Joëlle Léandre (* 1951), Bassistin
- Christine Wodrascka (* 1957), Pianistin
- Eric Barbier (* 1960), Regisseur und Drehbuchautor
- Loïc Bigois (* 1960), Chefaerodynamiker bei Scuderia Ferrari
- Eric Michel (* 1962), Künstler im Bereich Licht- und Medienkunst
- Christophe Pelinq (* 1963), Comicautor
- Éric Le Sage (* 1964), Pianist und Hochschullehrer
- Éric Quintin (* 1967), Handballspieler und -trainer
- Hélène Grimaud (* 1969), Pianistin
- Tony Sbalbi (* 1969), Skibergsteiger, Mitglied der französischen Nationalmannschaft

- Yta Farrow (* 1970), Techno-Sängerin
- Perrine Mansuy (* 1971), Jazzmusikerin
- Franck Cammas (* 1972), Profisegler

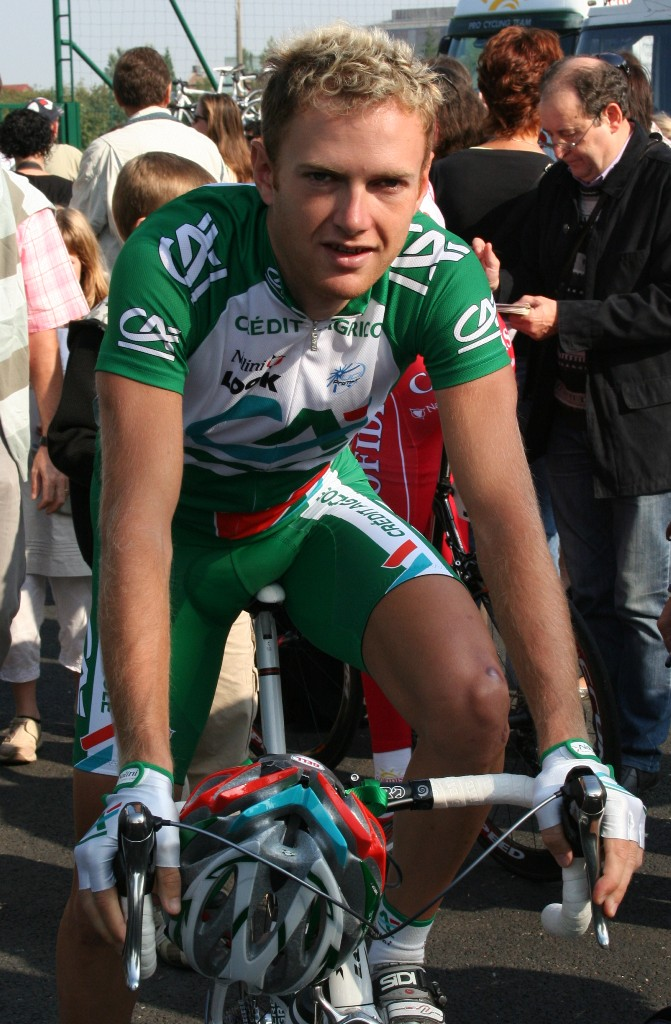
Rémi Pauriol

- Dagur Kári (* 1973), isländischer Filmemacher und Musiker
- Amandine Beyer (* 1974), Violinistin und Dirigentin
- Karine Brémond (* 1975), Schwimmerin
- Caroline Fourest (* 1975), Autorin und Feministin
- Emmanuelle Zoldan (* 1977), Opern- und Metal-Sängerin
- Arnaud Clément (* 1977), Tennisspieler
- Virginie Dedieu (* 1979), Synchronschwimmerin
- Mylène Jampanoï (* 1980), Schauspielerin
- Pierre Rabadan (* 1980), Rugby-Union-Spieler
- Alexandre Blain (* 1981), Radrennfahrer
- Rémi Pauriol (* 1982), Radrennfahrer
- Élodie Ramos (* 1983), Fußballnationalspielerin
- Julien El-Farès (* 1985), Radrennfahrer
- Melody Prochet (* 1987), Indie-Musikerin
- Victor Caire (* 1993), Filmregisseur
- Clément Mignon (* 1993), Schwimmer
- Esther Abrami (* 1996), Violinistin, Komponistin, Webvideoproduzentin und Klassik-Influencerin
- Safiatou Acquaviva (* 1999), französisch-guineische Leichtathletin
- Clara Copponi (* 1999), Radrennfahrerin
- Julie Iemmolo (* 1999), Triathletin
- Clément Secchi (* 2000) Schwimmer
- Thylane Blondeau (* 2001), Model und Schauspielerin
- Enzo Paleni (* 2002), Radrennfahrer
- Adrien Boichis (* 2003), Radrennfahrer
- Sascha Gueymard Wayenburg (* 2003), Tennisspieler
- Gaël Lafont (* 2006), Fußballspieler

### Mit Aix eng verbunden
- Laurent Imbert (1796–1839), katholischer Missionar und Heiliger, studierte in Aix-en-Provence.
- Émile Zola (1840–1902) wuchs in Aix auf und war Mitschüler von Paul Cézanne, mit dem er sich befreundete.
- Der Philosoph Maurice Blondel (1861–1949) wohnte über 50 Jahre in Aix-en-Provence.
- Benjamin Graham (1894–1976), amerikanischer Wirtschaftswissenschaftler
- Victor Vasarely (1906–1997), französischer Maler ungarischer Herkunft